# Ablerus perfuscipennis
Ablerus perfuscipennis är en stekelart som beskrevs av De Santis 1954. Ablerus perfuscipennis ingår i släktet Ablerus och familjen växtlussteklar. Inga underarter finns listade i Catalogue of Life.